# Crespi
Crespi (Креспі) — з 1962 року аргентинський виробник автомобілів. Штаб-квартира розташована в місті Буенос-Айрес. Сьогодні компанія спеціалізується на виготовленні спортивних автомобілів класу Формула-2 і Формула-4, а також на реставрації автомобілів власного виготовлення.

## Туліо Орландо Креспі. Заснування компанії
Туліо Орландо Креспі прийшов у світ автоспорту в 1962 році, побудувавши кузов-монокок для своєї машини, котра перебувала у власності особистої гоночної команди Crespi Competición. Ці машини брали участь у місцевих аргентинських Формулі-2 та Формулі-4. Сам Туліо Креспі взяв участь у восьми гонках, з яких один раз йому вдалося піднятися на подіум переможців.

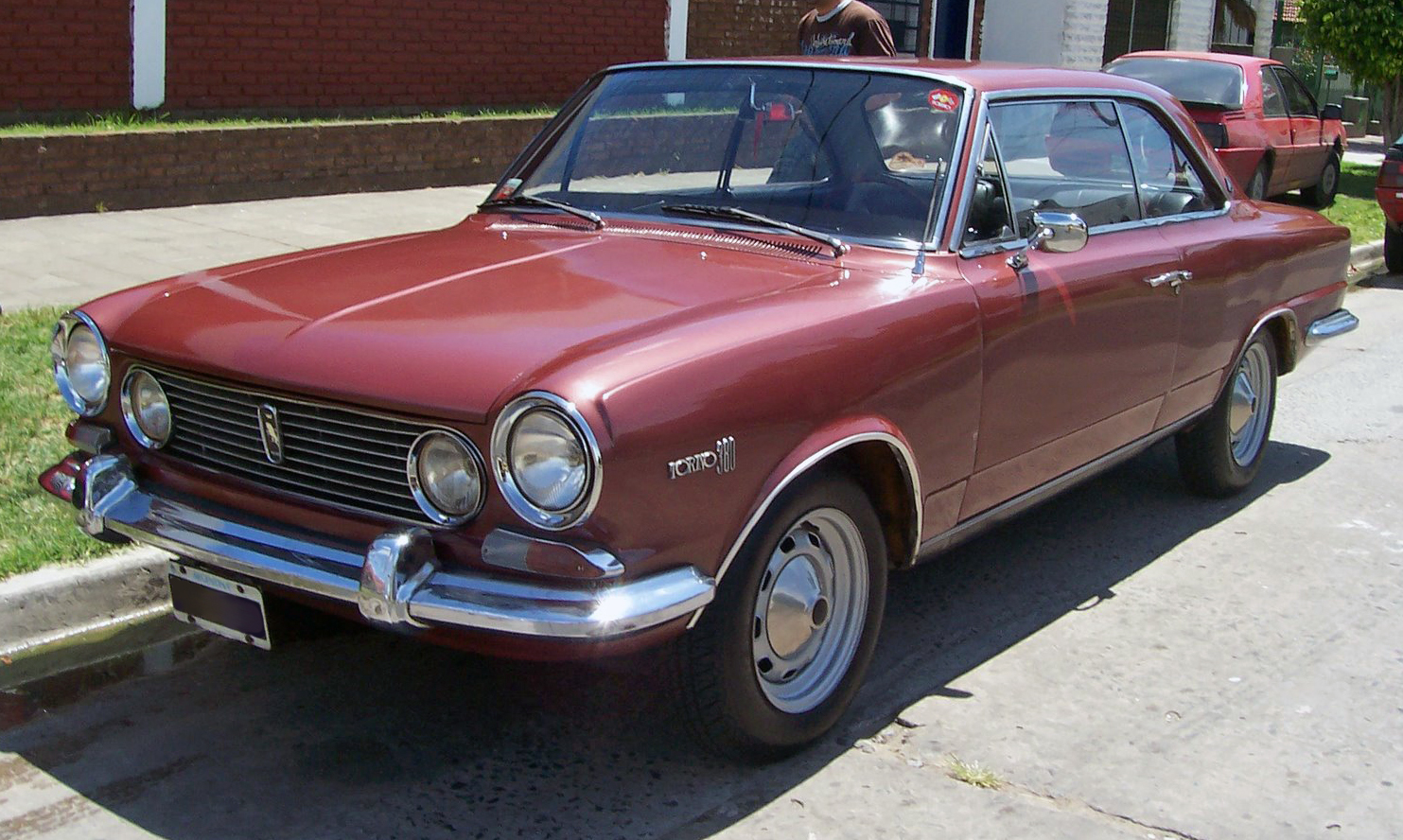
IKA Torino

3 червня 1967 року Насіф Мойзес Естефано, вже колишній на той момент неодноразовий чемпіон аргентинської Формули-1, а також багаторазовий переможець гонок класу Turismo Carretera, потрапляє на своєму гоночному IKA Torino в серйозну аварію. Марка IKA вела свій родовід з марки Kaiser Motors (Industrias Kaiser Argentina SA), а в 1960-х роках стала випускати за ліцензією автомобілі марки Rambler під назвою IKA Torino. Цій машині судилося стати народним аргентинським автомобілем, седан такої моделі був і у легендарного Фанхіо.
Естефано передає залишки свого автомобіля у фірму Tulio Crespi SA з проханням створити новий кузов на базі того, що залишилося після аварії. Автором дизайну був Естефано, який побажав, щоб кузов був укорочений на 40 см, дах опущений на 12 см, а задня частина з купе була перероблена у фастбек. Також був зміщений назад двигун на 15 см, попутно і водійське місце змістили на 23 см. Гонщик назвав свій автомобіль Petiso-Torino. Проте, не дивлячись на те, що колишній чемпіон не зміг завоювати на даному автомобілі чемпіонського звання, гоночний болід викликав чималий інтерес у публіки. 1969 року Креспі вирішується на дрібносерійне виробництво даної конструкції на потужностях своєї майстерні, яка знаходилася в районі Чакаріта міста Буенос-Айрес.

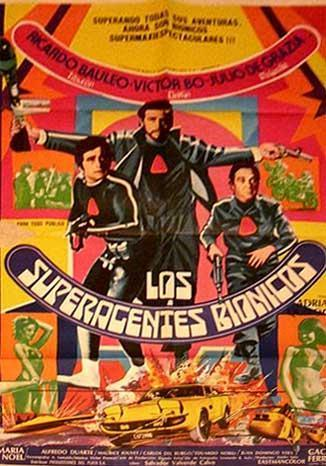
Сrespi Tulia GT на плакаті фільму 1977 року

Crespi Tulia GT отримала ту саму технічну начинку, що й прототип, який дав поштовх серійного виробництва - 3.8 л мотор марки Kaiser-Jeep, який оснастили трьома карбюраторами Weber, що підійняло потужність зі стандартних 155 к.с. до 176 к.с.. Однак, кузов був значно перероблений, головною відмінністю від прототипу стало його виготовлення зі склопластику. Це дозволило легкій машині (вага була 1.2 т) розвивати 211 км/год і розганятися до 100 км/год всього за 8.2 секунди у 1969 році. Crespi досить багато оснащувати, за аргентинськими мірками, свою продукцію: у спортивній машині можна було знайти кондиціонер, шкіряну обробку салону, легкосплавні диски і електропривод радіоантени, але і ціна автомобіля вийшла високою. Висока ціна позначилася на попиті, за перші три роки фірма змогла реалізувати всього десять автомобілів.
У 1972 році модельний ряд розширився за рахунок доступнішої моделі Tulietta GT, машина була менших габаритів, але побудована в тому ж стилі, що й більша модель. Як технічний донор виступали Renault R6 і R12, від першого була запозичена ходова частина разом із 4-ступінчастою коробкою передач, від другого - мотор і задня оптика. Під капотом спочатку був 1,1-літровий мотор, потім його змінив потужніший 1,4 л двигун. Машина вийшла дуже легкою, важила близько 750 кг, що при потужності 60 к.с. дозволяло розганяти її до 170 км/год.
Тоді ж оновили і старшу модель Tulia GT, від колишнього дизайну її відрізняла наявність додаткового бічного вікна за середньою стійкою.
У 1975 році здійснилася давня мрія Креспі - його покликали брати участь у 62-му Паризькому автосалоні, до цього жоден аргентинський виробник ніколи не брав участь у такому солідному європейському автошоу. Креспі привіз дві машини — Tulia GT і Tulietta GT з кузовом кабріолет. Допомогли в транспортуванні шоукарів аргентинські військові, що виділили для цих цілей транспортний військовий літак Herculers C-130, до цього не було жодної машини, яку доставляли б до цивільної виставки на військовому транспорті. 1975 року на автосалоні в Парижі була відсутня фірма Lotus, тому аргентинцям виділили місце, де повинні були виставлятися британці. Сусіднім стендом від Crespi був стенд фірми De Tomaso, на якому у вигляді емблеми також красувався аргентинський прапор. Ще одним сусідом стала компанія AMC, яка анонсувала європейцям свій величезний хетчбек Pacer. Виставку відвідало тоді мільйон і двісті тисяч людей, а замовлення на машини зробило лише близько п'яти клієнтів. Креспі був дуже задоволений результатами, адже навіть керівники такої легенди як Ferrari прийшли подивитися на дивину з Південної Америки.
Після дебюту Tulietta GT в Європі Туліо Креспі зустрівся з віце-президентом аргентинського відділення фірми Renault. Суть зустрічі полягала в тому, щоб запустити в серію на потужностях Renault купе Crespi під назвою Renault R12 Alpina II. Віце-президенту Renault ідея сподобалася, і бізнесмени навіть потисли руки, плануючи продавати по 70-80 автомобілів на місяць, проте бюрократична машина була повільною і вищі керівники зарубали проєкт на корені. Crespi продовжив випускати маленький спорткар власними силами.

## Економічні проблеми компанії

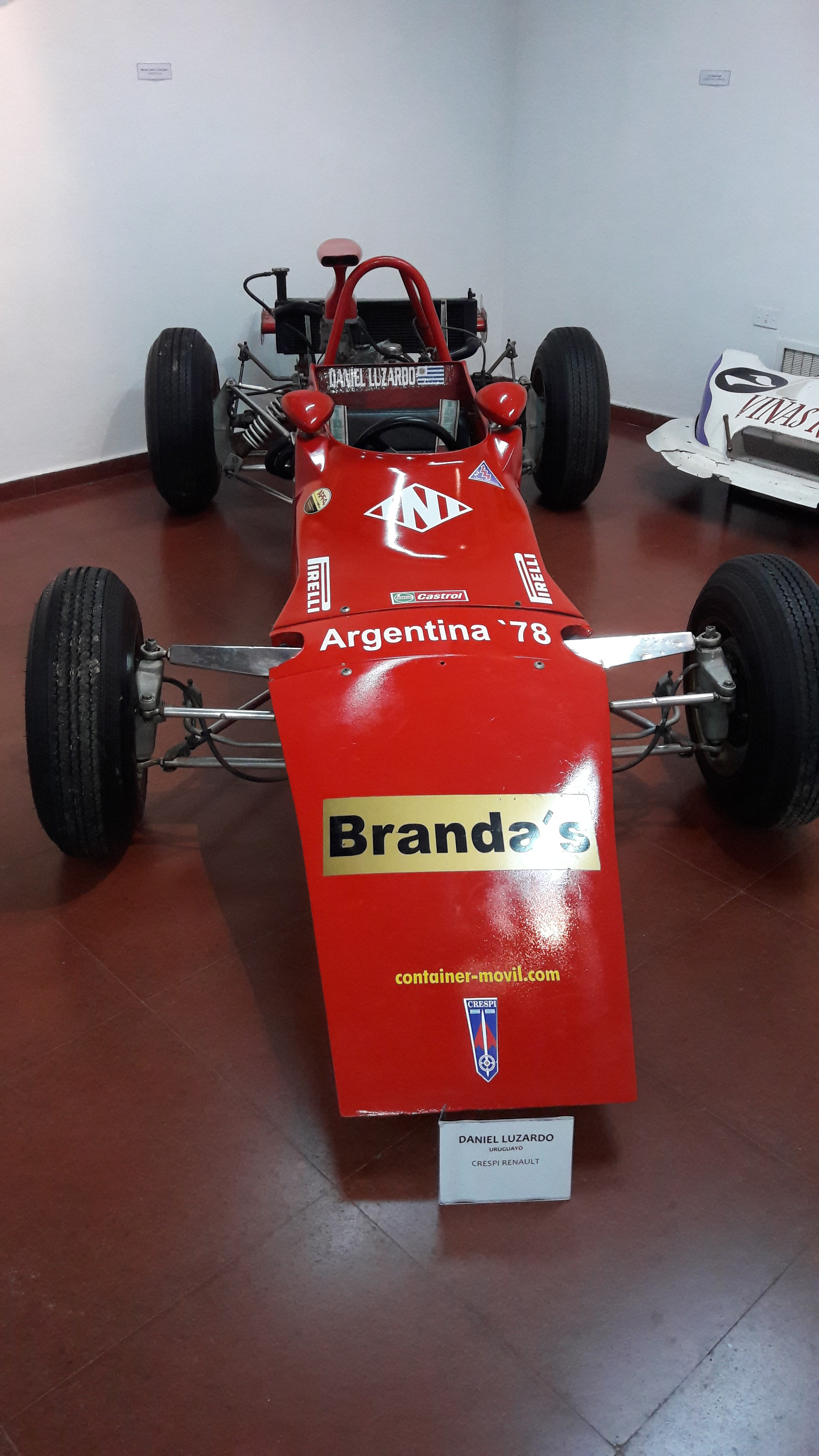
Автомобіль для Формули Crespi

На початку 1980-х років агрентинець змушений був згорнути виробництво автомобілів через економічну кризу, що вибухнула в країні після приходу до влади військової диктатури. Всього до того моменту було вироблено близько 50 автомобілів моделі Tulietta GT, більша серія розійшлася тиражем в 40 екземплярів. Спроба займатися зовнішнім тюнінгом Ford Taunus з кузовом купе, що випускався в Аргентині, також обернулася фіаско. Не дивлячись на облагороджений вигляд, попитом тюнінгова версія не користувалася, виною тому було не тільки невиразне економічне становище в країні, але й конкуренція, одним з головних тюнерів Taunus в Аргентині була фірма під назвою Winograd SA.

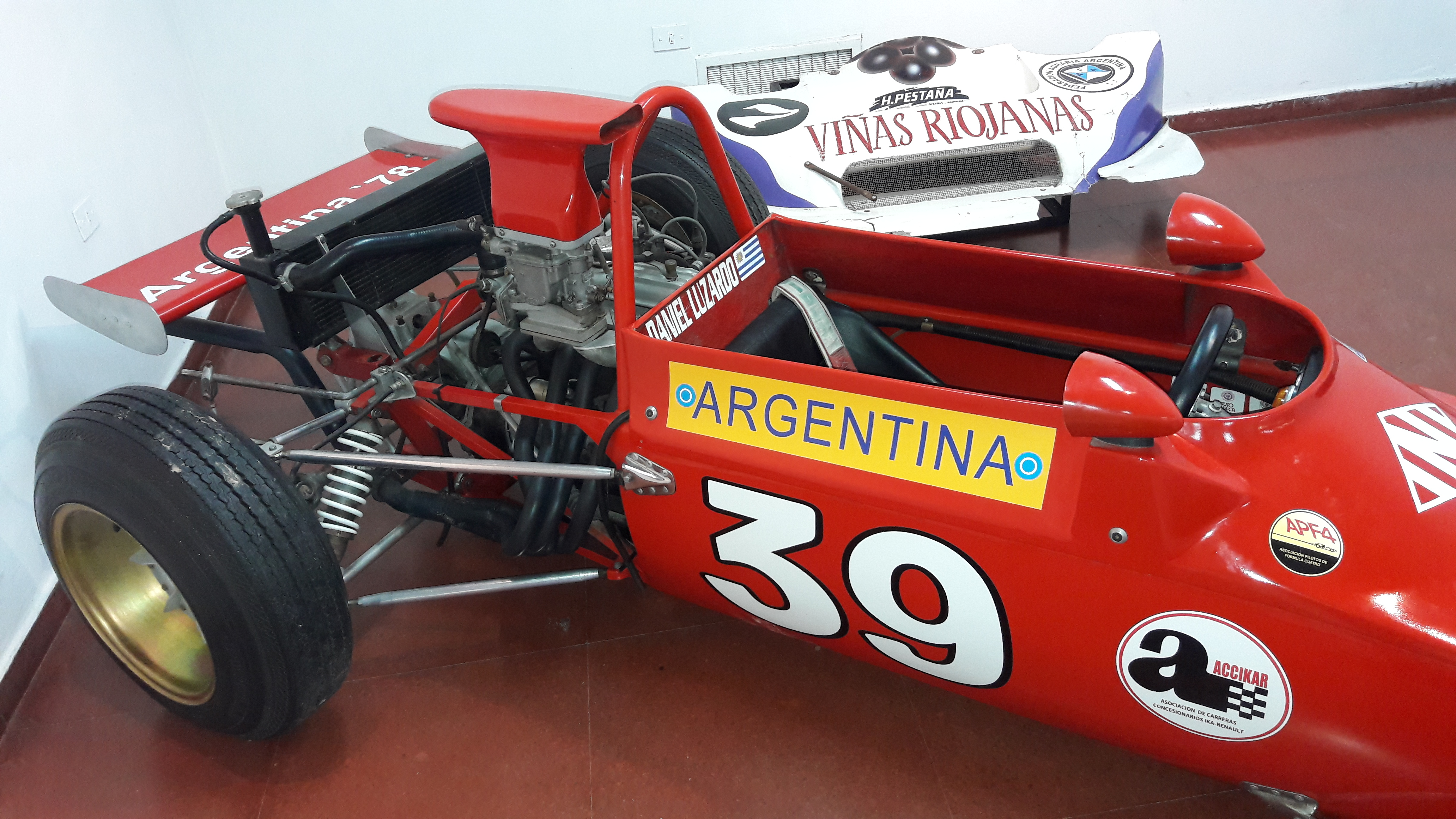
Автомобіль для Формули Crespi

Однак підприємство не кануло в небуття, Tulio Crespi SA переїхало до міста Сан-Хосе-де-Балкарсе, батьківщину Фанхіо, де продовжило займатися автомобільним спортом, виготовляючи монококи для болідів аргентинської Формули-2 і 4. 1985 року Туліо Креспі починає виготовляти в малих кількостях пляжні автомобілі на базі Renault R5 - Crespi Spiaggia, що перекладається з італійської як "пляж". Під капотом машини розташовувався 850-кубовий мотор, потужністю 33 к.с.. Панель приладів пляжного багі дісталася від Tulietta GT. Однак і пляжне багі не особливо користувалося попитом, хоча багато екземплярів, що були у використанні, продаються в Аргентині до сьогодні.

## Компанія Crespi сьогодні
Фірма агрентинця існує донині, зараз вона спеціалізується на виготовленні все тих же спортивних автомобілів класу Формула-2 і 4, також Креспі іноді реставрує автомобілі, які сам виготовив 40 років тому. 2016 року невтомний Креспі вирішив відродити модель Tulia GT, як двигун Креспі планує використовувати старий 3,8 л мотор, який був на оригінальних моделях, тільки доведений до сучасних екологічних норм, коробка передач тепер повинна бути шестиступінчастою, а лобове скло буде запозичене у Ford Mondeo, а не IKA Torino. Креспі вирішив за ностальгією залишити фари, що підіймаються, рішення, яке востаннє було застосовано в автопромисловості у 2004 році на Chevrolet Corvette C5 і Lotus Esprit. Саме у 2004 році підйомні фари були заборонені міжнародними правилами захисту пішоходів. Однак колишній президент Аргентини Крістіна Кіршнер так і не схвалила закон про спрощення отримання дозволу на виготовлення автомобілів малосерійним виробникам, а у нового президента руки так і не дійшли до законопроєкту.

## Список автомобілів Crespi
- 1968 — Petiso-Torino
- 1969 — Crespi Tulia GT
- 1972 — Crespi Tulietta GT
- 1985 — Crespi Spiaggia